# NK Mladost Malino
NK Mladost Malino hrvatski je nogometni klub iz mjesta Malino, općina Oriovac, Brodsko-posavska županija. Trenutačno se natječe u 2. ŽNL Brodsko-posavskoj.